# Chanson de croisade
La Chanson de croisade est un type de poème essentiellement lyrique du Moyen Âge accompagné de musique. Il se caractérise par son thème : la croisade, c'est-à-dire le départ du chevalier pour défendre la chrétienté menacée par les musulmans, particulièrement en Terre sainte aux XIIe – XIIIe siècles.
Le corpus des chansons de croisade est restreint - une trentaine de textes avec une acception large du genre, une quinzaine avec des critères plus stricts - : il couvre globalement la période entre 1150 et 1250 et présente une grande variété qu'il s'agisse de la forme poétique ou de la thématique.

## Forme poétique
Très majoritairement écrite en langue d'oïl, les chansons de croisade apparaissent comme une forme particulière du « canso » (poésie lyrique musicale occitane du XIIe siècle) : comptant quelques dizaines de vers, elles enchaînent les couplets avec des systèmes de rimes et des mètres variés (décasyllabe : ex. "Seigneurs sachiez : qui or ne s’en ira" ou  octosyllabe ex. : "Chevaliers mult estes quariz") et comportent parfois un envoi ("Ahi ! amours, con dure departie" de Conon de Béthune ou "Seignor, saichiés qi or ne s'en ira" de Thibaut de Champagne) ou un refrain ("Pour lou pueple reconforteir"). Les poèmes, accompagnés de musique qui nous est parfois parvenue, sont pour une part anonymes mais d'autres sont l’œuvre de poètes bien connus  comme Thibaut de Champagne ou Conon de Béthune.

## Thématique
Défini par son thème et lié à l'Histoire, le genre de la chanson de croisade s'inscrit dans une période limitée, globalement entre 1150 et 1250 (la première croisade se déroule de 1096 à 1099 et la dernière en 1270-1271).  Il s'agit d'un genre aristocratique concernant le monde de la chevalerie et ses problématiques : la foi chrétienne, l'honneur, l'engagement féodal, la bravoure ou encore l'amour courtois.
Certaines chansons sont centrées exclusivement sur l'exaltation de l'idéal du croisé qui se sanctifie en allant combattre les Infidèles et reconquérir les territoires perdus de la chrétienté, en particulier les lieux saints de Palestine : il s'agit alors d'une poésie engagée, morale et religieuse, défendant les valeurs de la chevalerie (bravoure, honneur) et de la chrétienté.

Thibaut de Champagne l'écrit ainsi  :
« Seignor, sachiés : qui or ne s’en ira

en cele terre ou Dex fu mors et vis,

et qui la crois d’Outremer ne penra,

a paines mais ira en Paradis.

Qui a en soi pitié ne ramembrance

au haut Seignor doit querre sa venjance

et delivrer sa terre et son païs. »
(= Seigneurs, sachez-le : qui à présent ne partira pas Pour la terre où Dieu vécut et mourut Et qui ne prendra pas la croix d'Outremer N'ira que difficilement au Paradis. Qui a en soi pitié et culte du souvenir Doit songer à venger le Seigneur tout-puissant Et délivrer sa terre et son pays.
Certains poèmes relèvent même du genre du sirventès (ou servantois) en devenant des textes polémiques et dénonçant le déshonneur à ne pas se croiser ou mettant en cause la conduite de la croisade. C'est le cas de "Bien me deüsse targier" de Conon de Béthune, mort en 1220 et parti lui-même en croisade : il critique l'esprit intéressé de certains croisés mais aussi ceux qui achètent leur salut en finançant les œuvres de l’Église pour acheter leur salut et se dispenser de la croisade. Les  chansons de la croisade égyptienne de saint Louis  présentent elles aussi la seule thématique de la croisade : on y rencontre en effet l'enthousiasme des croisés qui vont venger le Christ et gagner le Paradis mais aussi le deuil et la honte de la défaite lors de la Bataille de Mansourah.
D'autres textes associent  dans des proportions variables au thème de la croisade celui de fin'amor : l'idéal du croisé est mis en balance avec la séparation amoureuse. Le thème de la « départie » devient même le thème dominant, vu du point de vue du chevalier  (exemple "Dame, ensi est qu'il m'en couvient aller") ou de la femme amoureuse (exemple : "Jherusalem, grant damage me fais"). La croisade devient alors un obstacle à l'amour comme d'autres (la volonté des parents ou le statut social). Ces chansons de croisade relèvent alors plus traditionnellement de la poésie lyrique sentimentale.

Exemples : Conon de Béthune  :
« Ahi ! Amors, com dure departie 

Me convenra faire de la millor 

Ki onques fust amee ne servie ! 

Dieus me ramaint a li par sa douçour,

Si voirement con j’en part a dolor ! 

Las ! k’ai je dit ? Ja ne m’en part je mie ! 

Se li cors va servir Nostre Signor, 

Mes cuers remaint del tot en sa baillie.

Por li m’en vois sospirant en Surie, 

Car je ne doi faillir mon Creator. 

Ki li faura a cest besoig d’aïe, 

Saiciés ke il li faura a grignor ;

Et saicent bien li grant et li menor 

Ke la doit on faire chevallerie 

Ou on conquiert Paradis et honor 

Et pris et los et l’amor de s’amie. »
(= Ah, Amour, que ce sera difficile pour moi de me séparer de la meilleure dame qui ait jamais été aimée et servie ! Que Dieu dans sa douceur me ramène à elle, car vraiment je la laisse avec douleur. Hélas! Qu'est-ce que j'ai dit ? Je ne la quitte pas du tout ! Si mon corps part pour servir notre Seigneur, mon cœur reste entièrement à son service. Soupirant pour elle, je pars pour la Syrie, car je ne dois pas manquer à mon Créateur. Si quelqu'un doit Lui manquer en cette heure de besoin, sachez qu'Il lui fera défaut au plus grand moment (le jugement dernier). Petits et grands savent bien qu’un chevalier doit gagner le Paradis et l’honneur, la réputation et la louange, et l’amour de sa bien-aimée.)
ou Chardon de Croisilles :
« Li departirs de la douce contree
ou la bele est m’a mis en grant tristor;
lessier m’estuet la riens qu’ai plus amee
por Damledieu servir, mon criator,
et neporquant tot remaing a Amor,
car tot li lez mon cuer et ma pensee:
se mes cors va servir Nostre Seignor
por ce n’ai pas fine amor oubliee. »
(= Le départ de la douce terre où habite ma belle m'a mis dans une grande tristesse; Il me faut quitter la dame que j'ai le plus aimée pour servir le Seigneur Dieu, mon Créateur ; et pourtant j'appartiens complètement à l'Amour, puisque je lui laisse mon cœur et mes pensées : si mon corps va au service de Notre-Seigneur, je n'ai pas oublié l'amour absolu.

## Remarque
Il faut distinguer la chanson de croisade des textes épiques sur la croisade qui s'apparentent par leur registre et leur longueur (plusieurs milliers de vers, alexandrins) à la chanson de geste (Chanson d’Antioche - Chanson de Jérusalem  - plus tard dans un autre contexte La chanson de la croisade albigeoise) .

## Corpus partiel
- Chevalier, mult estes guariz - Anonyme, 1146
- Ahi Amours con dure departie - Conon de Béthune, vers 1188 (3e croisade)
- A vous amant, plus k’a nul’autre gent -  Chastelain de Coucy, 1189-1202
- Li nouviauz tanz et mais et violete - Chatelain de Coucy, 1189-1202
- Chanterai por mon corage — Guiot de Dijon (?), 1218 ?
- Aler m'estuet la u je trairai paine - Le châtelain d'Arras , 1218
- Seignor, saichiés qi or ne s'en ira  - Thibaut de Champagne,1239-1240
- Au tans plain de felonie - Thibaut de Champagne,1239-1240
- Dame, einsi est qu'il m'en couvient aler - Thibaut de Champagne 1239-1240
- Li douz penser et li douz souvenir - Thibaut de Champagne,1239-1240
- Dame, ensi est qu'il m'en couvient aler - Thibaut de Champagne , 1239-1240
- Jherusalem, grant damage me fais - Anonyme, 1228-1239
- Li departirs de la douce contree - Chardon de Croisilles, 1239
- En chantant veil mon duel faire - Philippe de Nanteuil, 1239
- Tut li mund deyt mener joye – Anonyme, 1244/1245 (croisade égyptienne Louis IX – vœu de croisade du roi)
- Un serventois, plait de deduit, de joie – Anonyme, 1245-1248 (Préparation de la croisade de Louis IX)
- Nus ne porroit de mauvese reson – Anonyme, 1250  (2e croisade de Louis IX –échec Bataille de la Mansourah)[11].